# Michael Grimm
Michael Gerard Grimm (New York, 7 febbraio 1970) è un politico e militare statunitense, membro della Camera dei Rappresentanti per lo stato di New York dal 2011 al 2015.

## Biografia
Nato a New York, dopo gli studi Grimm si arruolò nei marines e prestò servizio in Iraq partecipando anche all'Operazione Desert Shield. Promosso al grado di caporale, ottenne alcuni riconoscimenti e venne congedato con onore nel 1997. Nel frattempo Grimm era entrato nell'FBI ed era divenuto uno U.S. Marshal. Svolse l'incarico di agente sotto copertura per nove anni, per poi lasciare l'FBI nel 2006.
In seguito Grimm divenne imprenditore nel ramo della ristorazione e poi entrò in politica con il Partito Repubblicano, candidandosi alla Camera dei Rappresentanti nel 2010. Grimm ottenne l'appoggio dell'ex sindaco di New York Rudy Giuliani e dell'ex deputato Guy Molinari e riuscì ad essere eletto, per poi essere riconfermato nelle elezioni successive.
Nel 2014 Grimm fu indagato con venti capi d'imputazione per evasione fiscale, frode e falsa testimonianza; dopo vari mesi il deputato confessò le sue responsabilità ma inizialmente sostenne di non volersi dimettere dal Congresso, dove nel frattempo era stato rieletto per un terzo mandato. Dopo alcuni giorni tuttavia annunciò che si sarebbe dimesso, cosa che avvenne effettivamente il 5 gennaio 2015, subito dopo l'insediamento del 114º Congresso. A maggio il suo seggio venne assegnato a Dan Donovan, vincitore delle elezioni speciali indette per sostituirlo. A luglio Grimm fu condannato a otto mesi di carcere, che cominciò a scontare a partire da settembre e che terminò, con un mese di anticipo, nel maggio 2016.